# II (Boyz II Men)
| Recensione | Giudizio |
| ---------- | -------- |
| AllMusic   |          |

II è il secondo album discografico in studio del gruppo musicale statunitense Boyz II Men, pubblicato nel 1994 dalla Motown Records.

## Il disco
Il disco è stato prodotto da diversi produttori tra cui Babyface e Dallas Austin.
L'album contiene le hit I'll Make Love to You (pubblicata come singolo nel luglio 1994) e On Bended Knee (novembre 1994). Nel 1995 sono stati pubblicati altri due singoli estratti dall'album: Thank You e Water Runs Dry.
La traccia parlata Khalil (Interlude) è un omaggio a Khalil Roundtree.
L'album ha vinto il Grammy Awards 1995 nella categoria "miglior album R&B".
Riguardo alle vendite, ha raggiunto la posizione #1 della classifica Billboard 200 e, solo negli Stati Uniti, ha venduto oltre 12 milioni di copie (certificato 12 volte disco di platino dalla RIAA).
Ha avuto molto successo anche in Europa, Australia, Canada e Giappone.

## Tracce
1. Thank You (Michael S. McCary, Nathan Morris, Wanya Morris, Shawn Stockman, Dallas Austin) – 4:34
2. All Around the World (James Harris III, Terry Lewis, Michael S. McCary, Nathan Morris, Wanya Morris, Shawn Stockman, Glenn "Daddy-O" Bolton) – 4:56
3. U Know (Michael S. McCary, Nathan Morris, Wanya Morris, Shawn Stockman, Tim Kelley, Bob Robinson) – 4:46
4. 'Vibin' (Michael S. McCary, Nathan Morris, Wanya Morris, Shawn Stockman, Tim Kelley, Bob Robinson) – 4:26
5. I Sit Away (Tony Rich) – 4:34
6. Jezzebel (Wanya Morris, Shawn Stockman, Troy Taylor, Charles Farrar) – 6:06
7. Khalil (Interlude) (Nathan Morris, Shawn Stockman, Tim Kelley, Bob Robinson) – 1:41
8. Trying Times (Wanya Morris, Tim Kelley, Bob Robinson) – 5:23
9. I'll Make Love to You (Babyface) – 4:07
10. On Bended Knee (James Harris III, Terry Lewis) – 5:29
11. 50 Candles (Shawn Stockman, Tim Kelley, Bob Robinson) – 5:06
12. Water Runs Dry (Babyface) – 3:22
13. Yesterday (Paul McCartney, John Lennon) – 3:07
14. Falling (Brian McKnight & Brandon Barnes) – 4:09

## Classifiche
| Classifica (1994) | Posizione raggiunta |
| ----------------- | ------------------- |
| Stati Uniti       | 1                   |
| Regno Unito       | 17                  |
| Australia         | 4                   |
| Canada            | 3                   |
| Francia           | 1                   |
| Giappone          | 9                   |
| Olanda            | 7                   |
| Spagna            | 13                  |
| Germania          | 18                  |